# Викопизано
Викопизано (на италиански: Vicopisano) е град и община в Италия, в региона Тоскана, провинция Пиза. Населението е около 8300 души (2008).
Градът се намира в подножието на Пизанската планина.